# 아칸토길리아
아칸토길리아(acanthogilia, 학명: Acanthogilia gloriosa 아칸토길리아 글로리오사[*])는 꽃고비과의 단형 아과인 아칸토길리아아과(acanthogilia亞科, 학명: Acanthogilioideae 아칸토길리오이데아이[*])의 단형 속인 아칸토길리아속(acanthogilia屬, 학명: Acanthogilia 아칸토길리아[*])에 속하는 유일한 종이다. 멕시코 북서부의 바하칼리포르니아주에 분포한다.